# Слупиці (Опольське воєводство)
Слупиці (пол. Słupice, нім. Schlaupitz) — село в Польщі, у гміні Пакославиці Ниського повіту Опольського воєводства.
Населення — 78 осіб (2011).
У 1975-1998 роках село належало до Опольського воєводства.

## Демографія
Демографічна структура станом на 31 березня 2011 року:
|          | Загалом | Допрацездатний вік | Працездатний вік | Постпрацездатний вік |
| -------- | ------- | ------------------ | ---------------- | -------------------- |
| Чоловіки | 38      | 3                  | 30               | 5                    |
| Жінки    | 40      | 7                  | 23               | 10                   |
| Разом    | 78      | 10                 | 53               | 15                   |